# Antwerpen villamosvonal-hálózata
Antwerpen villamosvonal-hálózata (holland nyelven: het Antwerpse tramnet) Belgium Antwerpen városában található. Összesen 12 vonalból áll, a hálózat teljes hossza 75,4 km. Jelenlegi üzemeltetője a De Lijn  Antwerp.
A vágányok 1000 mm-es nyomtávolságúak, az áramellátás felsővezetékről történik, a feszültség 600 V egyenáram. 
A forgalom 1873. május 25. indult el.

## Útvonalak
| Járat | Útvonal                                               | Utazási idő |
| ----- | ----------------------------------------------------- | ----------- |
| 1     | Luchtbal (P+R Luchtbal) – Zuid                        | ? perc      |
| 2     | Merksem (P+R Keizershoek) – Hoboken (Kioskplaats)     | 46 perc     |
| 3     | Zwijndrecht (P+R Melsele) – Merksem (P+R Keizershoek) | 40 perc     |
| 4     | Hoboken (Lelieplaats) – Silsburg                      | 16/29 perc  |
| 5     | Wijnegem – Linkeroever (P+R)                          | 37 perc     |
| 6     | P+R Luchtbal – Olympiade (P+R)                        | ? perc      |
| 7     | MAS – Mortsel (Gemeenteplein)                         | 28 perc     |
| 8     | Station Astrid - Wommelgem (P+R)                      | ? perc      |
| 9     | Linkeroever (P+R) – Eksterlaar                        | 26 perc     |
| 10    | (Schoonselhof) – Wijnegem                             | ? perc      |
| 11    | Melkmarkt – Antwerpen-Berchem vasútállomás            | 19 perc     |
| 12    | Sportpaleis – Centraal Station                        | 25 perc     |
| 15    | Linkeroever (P+R) – Boechout (P+R Capenberg)          | 44 perc     |
| 24    | Havenhuis – Deurne (Silsburg)                         | 24 perc     |